# World Park Base
World Park Base – stacja polarna w Antarktyce, założona przez Greenpeace. Funkcjonowała przez cały rok, w latach 1987–91. Stacja znajdowała się na Wyspie Rossa na Morzu Rossa u wybrzeży Antarktydy, w sąsiedztwie dużych stacji McMurdo i Scott Base.

## Historia i działalność
W 1959 roku państwa prowadzące badania w Antarktyce podpisały Traktat antarktyczny, rozpoczynając proces prawnego uregulowania działań w tej części świata. W latach 80. XX w. przygotowywana była Konwencja regulująca wydobycie zasobów mineralnych na Antarktydzie, która nakazywała m.in. ocenę ryzyka dla środowiska. Greenpeace w 1979 roku zaproponował, aby cały ekosystem Antarktyki został objęty ochroną jako „park światowy”, na wzór parków narodowych istniejących w większości państw. Dla wsparcia postulatów organizacja rozpoczęła regularne wyprawy na Antarktydę i w 1987 roku założyła własną placówkę, w celu monitorowania wpływu sąsiednich dużych stacji polarnych na środowisko i prowadzenia własnych badań. World Park Base zaprojektowano z myślą o zminimalizowaniu wpływu na środowisko, np. poprzez wywożenie wszystkich odpadów. Działania Greenpeace w Antarktyce nie ograniczały się do tej stacji, organizacja obserwowała także działania innych placówek, organizując protesty tam, gdzie środowisko było zagrożone. Akcje organizacji przyczyniły się do zwiększenia świadomości problemów środowiska antarktycznego w krajach rozwiniętych. Konwencja o wydobyciu zasobów została uchwalona w 1988 roku, jednak nie weszła w życie, jako że Australia i Francja opowiedziały się za całkowitym zakazem wydobycia. W 1991 roku uchwalony został Protokół o ochronie środowiska naturalnego, który obejmował kwestie ochrony przyrody i zakazywał wydobycia. W antarktycznym lecie 1991-92 World Park Base została zdemontowana, organizacja zadbała też o rekultywację terenu. W następnych latach Greenpeace lobbował za ratyfikacją Protokołu; wszedł on w życie w 1998 roku.